# ZSD89
ZSD-89 (прежнее название — Type 89) — китайский гусеничный бронетранспортёр. Заводское обозначение — YW-534.

## Описание конструкции
По сравнению с Типом 85, Тип 89 немного больше и тяжелее. Корпус изготовлен из сварной стали и обеспечивает защиту от огня стрелкового оружия. В машине могут разместиться максимум 15 человек, включая экипаж. Водитель сидит в передней левой части корпуса и имеет цельный люк, открывающийся влево. Водителю предоставляются три дневных перископа, которые охватывают переднюю и правую часть машины. Один из перископов механика-водителя может быть заменен прибором ночного видения. Командир сидит позади механика-водителя и имеет цельный люк.
Дизельный двигатель с воздушным охлаждением и турбонаддувом расположен справа сзади от водителя. Он имеет большой воздухозаборник, расположенный в верхней части корпуса, и выпускной патрубок с правой стороны. Двигатель приводит в движение механическую коробку передач с пятью передачами переднего хода и одной передачей заднего хода. Гусеница приводится спереди посредством ведущей звездочки и проходит через пять сдвоенных обрезиненных опорных катков и опорных катков, затем обходит натяжное колесо сзади, а затем снова возвращается вперед.
Пулемет калибра 12,7 мм расположен в открытой установке в передней части небольшого люка в центре корпуса, открывающегося в десантное отделение. Пулемет может поворачиваться на 360 градусов и подниматься на угол 90 градусов. Два продолговатых люка в крыше и большая задняя дверь обеспечивают доступ в десантное отделение. По обеим сторонам носовой части корпуса установлена группа из четырех 76-мм дымовых гранатометов.
Машина имеет оборудование для использования ее в качестве амфибии и для этого необходимо поднять складную обшивку, расположенную в передней части корпуса, и тогда машина сможет двигаться по воде, используя перематываемые гусеницы в качестве движителя. Стандартное оборудование включает систему NBC, радиостанцию типа 889 или CWT-167 и систему внутренней связи типа 803 или CYY-168.
Тип 89А разработан в 2010-х годах в качестве машин поддержки тяжелых механизированных бригад НОАК.

### Компоновка
Моторно-трансмиссионное отделение находится спереди справа, боевое — посередине, десантное — сзади. Посадка и высадка пехоты осуществляется через кормовую дверь или люки над десантным отделением.

### Защищённость
Корпус защищает от пуль стрелкового оружия и лёгких осколков. Лобовая броня обеспечивает защиту от огня 12,7-мм пулемёта.

## На вооружении
- Зимбабве – несколько единиц ZSD-89-II использовались во Второй конголезской войне[3]
- Китай — 1750 единиц ZSD-89 (Тип 89), по состоянию на 2022 год[4]
- Мьянма – несколько единиц ZJX-93 (Тип 93)
- Нигерия — 60 единиц ZSD-89 (Тип 89), по состоянию на 2022 год[5]
- Шри-Ланка — несколько единиц Тип-89, по состоянию на 2022 год[6]
- Эфиопия — несколько единиц ZSD-89 (Тип 89), по состоянию на 2022 год[7], всего было закуплено 10 ZSD-89 в 2013 году для проведения специальных операций в Сомали[8].